# 洞穴星雲
洞穴星雲 (Cave Nebula)、Sh2-155 或科德韋爾天體 9是位於仙王座內，藏身在一個包含發射、反射和暗星雲的複雜結構體內，一個朦朧且非常瀰漫的亮星雲。
這是一個目視很難看見的天體，但是在適當的曝光下，可以得到驚人的影像。
這個星雲的名稱得自於它的外觀，在他的東側是一條緊鄰著非常明亮曲線的發射星雲的暗紋，當透過望遠鏡觀看時好像看見了深邃的山洞。

## 外部連結
- WikiSky上关于洞穴星雲的内容：DSS2, SDSS, GALEX, IRAS, 氢α, X射线, 天文照片, 天图, 文章和图片